# رافائل آدیگو برونو
رافائل آدیگو برونو (انگلیسی: Rafael Addiego Bruno؛ زادهٔ ۲۳ فوریهٔ ۱۹۲۳ – درگذشتهٔ ۲۰ فوریهٔ ۲۰۱۴) یک وکیل و سیاست‌مدار اهل اروگوئه بود.
رافائل آدیگو برونو در ۲۰ فوریه ۲۰۱۴، در سن ۹۰ سالگی درگذشت.